# Young Modern
Young Modern é o quinto álbum de estúdio da banda australiana Silverchair, lançado em 31 de Março de 2007. As faixas "Straight Lines", "Reflections of a Sound", "If You Keep Losing Sleep" e "Mind Reader" foram lançadas como singles. O álbum estreou em 1º lugar na parada Australiana ARIA Charts, o quinto álbum da banda a conseguir tal feito e tornando o Silverchair a primeira banda a alcançar esse recorde na Austrália.
O disco foi bem recebido pela crítica especializada, que considerou o mesmo uma evolução musical da banda Silverchair.
Young Modern ganhou cinco prêmios ARIA em 2007: Melhor Grupo, Álbum do Ano, Álbum de Rock do Ano, Single do Ano (por "Straight Lines") e Single Mais Vendido.

## Faixas
1. "Young Modern Station" - 3:11
2. "Straight Lines" - 4:18
3. "If You Keep Losing Sleep" - 3:20
4. "Reflections of a Sound" - 4:09
5. "Those Thieving Birds (Part 1) / Strange Behaviour / Those Thieving Birds (Part 2)" - 7:06
6. "The Man That Knew Too Much" - 4:19
7. "Waiting All Day" - 4:28
8. "Mind Reader" - 3:07
9. "Low" - 3:48
10. "Insomnia" - 3:06
11. "All Across The World" - 4:01

## Créditos
- Daniel Johns – vocais, guitarra solo
- Chris Joannou – baixo
- Ben Gillies – bateria

Produção
- Nick Launay, Daniel Johns

Músicos adicionais
- Matt Appleton – metais
- Alain Johannes – slide guitar
- Czech Philharmonic Orchestra
- Michel Rose – pedal steel guitar
- Paul Mac – teclados, programming
- Yonathan Garfias – guitarra
- Elysa Gomez – backing vocals
- Luke Steele – guitarra, backing vocals
- Nayo Wallace – backing vocals